# Славонський Брод
Славо́нський Брод (хорв. Slavonski Brod) — місто в Хорватії, в області Славонія, на річці Сава, на кордоні з Боснією і Герцеговиною. Адміністративний центр Бродсько-Посавської жупанії. Розташоване за 197 км на південний схід від столиці Загреба, на висоті 96 м над рівнем моря. Шосте за величиною місто в Хорватії, після Загреба, Спліта, Рієки, Осієка і Задара. Промисловий центр. Важливе значення для хорватської економіки мають місцеві машинобудівні підприємства, що виробляють локомотиви, трамваї, танки і багато іншого (насамперед холдинг «Джуро Джакович»). Також у місті розташовані підприємства легкої, харчової, деревообробної та хімічної промисловості. 
У часи Римської імперії було відоме як Марсонія, а в 1244-1934 рр. — як Брод на Саві.
У 2009 році було нагороджене премією «найкрасивіше місто в Хорватії», яка щорічно присуджується Хорватською національною радою з туризму.

## Населення
Населення громади за даними перепису 2011 року становило 59141 осіб, 22 з яких назвали рідною українську мову. Населення самого міста становило 53531 осіб.
Динаміка чисельності населення громади:
Динаміка чисельності населення міста:

## Населені пункти
Крім міста Славонський Брод, до громади також входять: 
- Бродський Варош
- Подвинє

## Клімат
Середня річна температура становить 11,07°C, середня максимальна – 25,47°C, а середня мінімальна – -6,11°C. Середня річна кількість опадів – 774 мм.
| Клімат міста                                  | Клімат міста | Клімат міста | Клімат міста | Клімат міста | Клімат міста | Клімат міста | Клімат міста | Клімат міста | Клімат міста | Клімат міста | Клімат міста | Клімат міста | Клімат міста |
| Показник                                      | Січ.         | Лют.         | Бер.         | Квіт.        | Трав.        | Черв.        | Лип.         | Серп.        | Вер.         | Жовт.        | Лист.        | Груд.        |              |
| Середній максимум, °C                         | 5,91         | 8,23         | 12,88        | 17,27        | 22,31        | 25,47        | 25,36        | 24,73        | 20,73        | 15,39        | 9,56         | 5,48         |              |
| Середня температура, °C                       | −0,11        | 2,21         | 6,86         | 11,27        | 16,31        | 19,46        | 21,31        | 20,68        | 16,68        | 11,34        | 5,48         | 1,42         |              |
| Середній мінімум, °C                          | −6,11        | −3,8         | 0,86         | 5,25         | 10,29        | 13,45        | 17,24        | 16,62        | 12,61        | 7,27         | 1,44         | −2,64        |              |
| Норма опадів, мм                              | 49           | 52           | 46           | 56           | 72           | 98           | 66           | 60           | 53           | 73           | 83           | 66           |              |
| Середньомісячна швидкість вітру, м/с          | 1.74         | 2.00         | 2.30         | 2.25         | 2.00         | 1.90         | 1.82         | 1.70         | 1.60         | 1.64         | 1.72         | 1.80         |              |
| Середньомісячна сонячна радіація, кДж/м²·день | 4287         | 6949         | 10874        | 15253        | 19065        | 21112        | 22084        | 20536        | 14960        | 9208         | 4810         | 3572         |              |
| --------------------------------------------- | ------------ | ------------ | ------------ | ------------ | ------------ | ------------ | ------------ | ------------ | ------------ | ------------ | ------------ | ------------ | ------------ |
| Джерело:                                      |              |              |              |              |              |              |              |              |              |              |              |              |              |

## Пам'ятки
У місті розташована фортеця, збудована в XVIII столітті австрійським ерцгерцогом для оборони проти Османської імперії.

## Відомі люди
- Дамир Вранчич (нар. 1985 р.) — боснійський футболіст, півзахисник клубу «Айнтрахт» з Брауншвейга (2009—2016 рр.).
- Іван Луц (нар. 1978 р.) — хорватський автор наукової фантастики і фізик.
- Маріо Манджукич (хорв. Mario Mandžukić, нар. 21 травня 1986) — хорватський футболіст, нападник збірної Хорватії та мадридського «Атлетіко».
- Дубравка Ораїч-Толич (* 1943) — югославська та хорватська літературознавець.